# Episodi di Una mamma per amica (quarta stagione)
La quarta stagione della serie televisiva Una mamma per amica, composta da 22 episodi, è andata in onda negli Stati Uniti sul canale The WB dal 23 settembre 2003 al 18 maggio 2004.
In Italia Canale 5 ha trasmesso gli episodi 1-12 dal 27 dicembre 2004 all'8 gennaio 2005, mentre gli episodi 13-22 sono andati in onda su Italia 1 dal 16 maggio 2005 al 27 maggio 2005.
| nº | Titolo originale                                    | Titolo italiano           | Prima TV USA      | Prima TV Italia  |
| -- | --------------------------------------------------- | ------------------------- | ----------------- | ---------------- |
| 1  | Ballrooms and Biscotti                              | Yale, sto arrivando!      | 23 settembre 2003 | 27 dicembre 2004 |
| 2  | The Lorelais' First Day at Yale                     | Lasciare casa             | 30 settembre 2003 | 28 dicembre 2004 |
| 3  | The Hobbit, the Sofa and Digger Stiles              | Professione mamma         | 7 ottobre 2003    | 29 dicembre 2004 |
| 4  | Chicken or Beef                                     | Il matrimonio di Dean     | 14 ottobre 2003   | 30 dicembre 2004 |
| 5  | The Fundamental Things Apply                        | Il primo appuntamento     | 21 ottobre 2003   | 31 dicembre 2004 |
| 6  | An Affair to Remember                               | Il party                  | 28 ottobre 2003   | 1º gennaio 2005  |
| 7  | The Festival of Living Art                          | La ragazza di Renoir      | 4 novembre 2003   | 3 gennaio 2005   |
| 8  | Die, Jerk                                           | Incontri e scontri        | 11 novembre 2003  | 4 gennaio 2005   |
| 9  | A Ted Koppel's Big Night Out                        | Una partita difficile     | 18 novembre 2003  | 5 gennaio 2005   |
| 10 | The Nanny and the Professor                         | Una nuova relazione       | 20 gennaio 2004   | 6 gennaio 2005   |
| 11 | In the Clamor and the Clangor                       | Per chi suona la campana  | 27 gennaio 2004   | 7 gennaio 2005   |
| 12 | A Family Matter                                     | La donna misteriosa       | 3 febbraio 2004   | 8 gennaio 2005   |
| 13 | Nag Hammadi Is Where They Found the Gnostic Gospels | Come una vera coppia      | 10 febbraio 2004  | 16 maggio 2005   |
| 14 | The Incredibile Shrinking Lorelais                  | Un mondo a parte          | 17 febbraio 2004  | 17 maggio 2005   |
| 15 | Scene in a Mall                                     | Spese folli               | 24 febbraio 2004  | 18 maggio 2005   |
| 16 | The Reigning Lorelai                                | La bisnonna               | 2 marzo 2004      | 19 maggio 2005   |
| 17 | Girls in Bikinis, Boys Doin' The Twist              | Per un paio di calzini    | 13 aprile 2004    | 20 maggio 2005   |
| 18 | Tick, Tick,Tick, Boom!                              | Bomba ad orologeria       | 20 aprile 2004    | 23 maggio 2005   |
| 19 | Afterboom                                           | Rapporti difficili        | 27 aprile 2004    | 24 maggio 2005   |
| 20 | Luke Can See Her Face                               | Provaci ancora, Luke!     | 4 maggio 2004     | 25 maggio 2005   |
| 21 | Last Week Fights, This Week Tights                  | Matrimonio rinascimentale | 11 maggio 2004    | 26 maggio 2005   |
| 22 | Raincoats and Recipes                               | Prova generale            | 18 maggio 2004    | 27 maggio 2005   |

## Yale, sto arrivando!
- Titolo originale: Ballrooms and Biscotti
- Diretto da: Amy Sherman-Palladino
- Scritto da: Amy Sherman-Palladino

### Trama
Lorelai e Rory tornano dall'Europa e si preparano a godersi l'ultima settimana insieme a Stars Hollow. Rory però si accorge di aver sbagliato a segnare il giorno di inizio delle lezioni, che è pochi giorni dopo anziché la settimana seguente. Il tempo a disposizione delle Gilmore è allora molto poco e le commissioni per Yale sono tante. Rory non vuole saltare la cena del venerdì dai nonni quindi sarà Lorelai a non andare e a finire di prendere le cose per Yale. Emily non prenderà bene l'assenza della figlia alla cena, anche se l'accordo delle cene del venerdì riguarda solo Rory.
Sookie svela a Lorelai di aspettare un maschio, ma questo deve rimanere un segreto perché Jackson non vuole sapere il sesso del bambino fino alla nascita. Rory decide di aspettare come Jackson.
Luke da quando è tornato dalla crociera è di pessimo umore e svela a Lorelai cosa è successo: si è sposato con Nicole ma adesso stanno divorziando.

## Lasciare casa
- Titolo originale: The Lorelais' First Day at Yale
- Diretto da: Chris Long
- Scritto da: Daniel Palladino

### Trama
Rory va a Yale, dove inizia la sua nuova avventura in qualità di matricola. Lorelai la accompagna e la aiuta a sistemare le sue cose. Tra le nuove matricole c'è anche una vecchia conoscenza di Rory: Paris. Anche la ragazza infatti ha scelto di andare a Yale e fatto in modo di essere la compagna di stanza di Rory. Le Gilmore si salutano ma poco dopo Lorelai riceve un messaggio disperato da parte di Rory che soffre di nostalgia e così torna a Yale dove passa la notte facendo festa con le matricole.
Luke aiuta Lorelai a traslocare la roba di Rory, nel frattempo deve gestire gli avvocati di Nicole che lo stressano per il divorzio.

## Professione mamma
- Titolo originale: The Hobbit, the Sofa and Digger Stiles
- Diretto da: Matthew Diamond
- Scritto da: Amy Sherman-Palladino

### Trama
È la prima settimana di lezioni a Yale e viene organizzata una festa al piano dove alloggia Rory. Paris, anche grazie a Lorelai, riesce a convincere Rory a partecipare e mettere a disposizione anche la loro camera ma sarà Paris stessa a stufarsi della gente e a mandarli via. Rory conosce Marty, un ragazzo che già aveva visto a lezione.
Sookie coinvolge Lorelai nell'organizzazione di una festa di compleanno per bambini: durante la festa Sookie si rende conto di sapere poco e niente di bambini e, presa dal panico, inizia a pensare che non sarà una buona madre. Lorelai la consola.
Richard riceve una proposta particolare dal figlio dell'uomo per cui lavorava. Jason vuole mettersi in affari con lui per dimostrare al padre di essere indipendente. Richard accetta, con sorpresa di Emily, data la precedente antipatia che Richard provava per Jason.
- Guest star: Victoria Justice

## Il matrimonio di Dean
- Titolo originale: Chicken or Beef?
- Diretto da: Chris Long
- Scritto da: Jane Espenson

### Trama
Dean invita Rory al suo matrimonio con Lindsay ma Rory è indecisa se andare o no. Durante la festa di addio al celibato Dean e i suoi amici fanno tappa da Luke per mangiare, ma sono già tutti ubriachi e in particolare Dean che inizia a straparlare. Luke, appena afferra il significato delle parole di Dean, manda tutti a casa, tranne Dean, che porta a dormire su da lui per evitare che dica o faccia stupidaggini, infatti Dean prosegue il discorso iniziato alla tavola calda: è ancora innamorato di Rory. Il giorno dopo Luke incontra Rory e le consiglia di non andare al matrimonio. Rory, anche se incerta, visto che Luke non vuole spiegarle il perché, decide di non partecipare, ma poi va a vedere da lontano gli sposi che escono dalla chiesa e il suo sguardo triste e malinconico fa capire che anche lei pensa ancora a Dean nonostante tutto. Lorelai e Sookie convincono Michel a lavorare con loro al Dragonfly. Taylor mette i bastoni tra le ruote a Lorelai sui permessi per i lavori alla locanda con la sua solita pedanteria. Messo alle strette confessa che il vero scopo è di farsi aiutare da Lorelai ad ottenere un favore da Luke. Il suo intervento però risulta superfluo perché Luke non era affatto contrario alla richiesta di Taylor, solo non aveva prestato attenzione a Taylor che blaterava come suo solito.

## Il primo appuntamento
- Titolo originale: The Fundamental Things Apply
- Diretto da: Neema Barnette
- Scritto da: John Stephens

### Trama
Lorelai e Sookie assumono un'arredatrice per il Dragonfly ma quando Lorelai viene a sapere che la donna aveva lavorato precedentemente per sua madre ci ripensa. Emily tuttavia convince Lorelai a non licenziarla. Un compagno di corso di Rory le chiede un appuntamento. Rory inizialmente rifiuta ma dopo aver parlato con Lorelai ci ripensa e decide di accettare l'invito. I due allora escono per una cena ma la serata non va a buon fine. Lorelai invita Luke a casa sua per la tradizionale serata film che di solito faceva con Rory. Data la scarsa cultura di Luke in fatto di film, Lorelai gli propone un grande classico: Casablanca.

## Il party
- Titolo originale: An Affair to Remember
- Diretto da: Matthew Diamond
- Scritto da: Amy Sherman-Palladino

### Trama
Emily decide di organizzare un pranzo per la nuova compagnia di Richard e assume Lorelai e Sookie per il catering. Come sempre Lorelai ed Emily litigano ma sembrano superare la cosa. Quando Jason scopre della cena disdice tutto perché ha già organizzato un viaggio ad Atlantic City che secondo lui funzionerebbe di più. Emily, contrariata, informa dunque Lorelai che si arrabbia, va da Jason e pretende delle scuse per Emily e le ottiene, poi Jason le chiede di uscire a cena e lei accetta sapendo che sarebbe qualcosa che la madre non approverebbe. Kirk intanto deve uscire con una ragazza per cui ha una cotta e Lorelai gli consiglia di portarla in un posto dove lui si sente a suo agio. Kirk sceglie la tavola calda di Luke e si prepara per l'appuntamento in modo insolito e divertente. Kirk poi si sorprende quando capisce che ha fatto colpo sulla ragazza e che la cena è andata bene, mentre Luke è disperato. Rory non riesce a trovare un posto dove studiare in santa pace a causa delle sue compagne di stanza e alla fine trova il posto adatto sotto ad un albero. Il giorno seguente trova quell'albero occupato da un ragazzo che non ha intenzione di spostarsi. Il ragazzo c'è anche il giorno dopo così Rory gli dà dei soldi per lasciargli il posto.

## La ragazza di Renoir
- Titolo originale: The Festival of Living Art
- Diretto da: Chris Long
- Scritto da: Daniel Palladino

### Trama
Stars Hollow partecipa al festival dei quadri viventi. Kirk, nel ruolo di Gesù nell'Ultima Cena, prende la parte molto seriamente. Nicole propone a Luke di continuare la loro relazione. Dato che Dave si è trasferito in California per frequentare il College, la band di Lane va alla ricerca di un nuovo chitarrista. A presentarsi alle prove è un uomo che dimostra di saper suonare bene. Tuttavia i ragazzi non sono molto convinti data la sua non giovanissima età. Sookie dà alla luce il suo primo figlio.

## Incontri e scontri
- Titolo originale: Die, Jerk
- Diretto da: Tom Moore
- Scritto da: Daniel Palladino

### Trama
Rory scrive dei pezzi per il giornale di Yale. Il direttore li stronca subito dicendole che deve esprimere di più le sue opinioni riguardo all'argomento. Rory allora, dopo aver visto un balletto, decide di essere completamente sincera su quello che pensa della ballerina, paragonandola ad un ippopotamo. Il pezzo viene pubblicato e la ballerina si infuria con Rory che si sente in colpa per essere stata così critica. La madre di Lane vuole regalare a Dave una brocca presente in negozio. Lane la riconosce come la sua 'brocca nuziale' ma è solo un malinteso. Luke sta di nuovo ufficialmente con Nicole e Lorelai rimane un po' spiazzata dalla notizia. Alla cena del venerdì viene invitato anche Jason, che flirta con Lorelai cercando di convincerla ad uscire con lui.

## Una partita difficile
- Titolo originale: A Ted Koppel's Big Night Out
- Diretto da: Jamie Babbit
- Scritto da: Amy Sherman-Palladino

### Trama
Jason continua a invitare Lorelai a cena ma lei rifiuta. Rory, Lorelai e i coniugi Gilmore passano tutta la giornata a Yale per l'evento della stagione: la partita di football Harvard vs Yale. Prima della partita però Emily scopre che Richard e la sua ex fidanzata storica, Penny, si incontrano segretamente ogni anno e dà la colpa a Lorelai perché l'ha scoperto quando questa parlava con la donna. Lorelai, arrabbiata, accetta l'invito di Jason ad uscire a cena perché la madre non approverebbe. L'appuntamento inizia male ma finisce bene, anche se in modo insolito. Rory vede Paris baciare l'anziano professore Flemming di cui Paris è grande ammiratrice.

## Una nuova relazione
- Titolo originale: The Nanny and the Professor
- Diretto da: Peter Lauer
- Scritto da: Scott Kaufer

### Trama
Lorelai e Jason si frequentano e fanno l'amore ma Lorelai non vuole che i suoi genitori vengano a sapere della loro relazione. Quando scopre però che Jason era ad una festa in compagnia di un'altra donna ci rimane male. Lui si giustifica dicendole che era solo perché non ci poteva portare lei stessa dato che erano presenti anche Emily e Richard. Lorelai non cambia comunque idea: vuole tenere segreta la loro relazione.
Rory e Paris partecipano ad una riunione particolare nella redazione del giornale di Yale. Paris però se ne va di nascosto per incontrarsi con il professor Fleming e Rory è costretta a giustificare la sua assenza. Rory preferisce rimanere fuori da questa storia e non saperne nulla, ma il nuovo corso che frequenterà è tenuto proprio dal professor Fleming. Emily e Richard aprono la casa a visite turistiche. Lane viene assunta da Luke per lavorare nel suo locale e si dimostra davvero brava.

## Per chi suona la campana
- Titolo originale: In the Clamor and the Clangor
- Diretto da: Sheila R. Lawrence e Janet Leahy
- Scritto da: Michael Grossman

### Trama
Durante il funerale di Stan, il reverendo annuncia che grazie ad una donazione del defunto le campane di Stars Hollow torneranno a suonare dopo anni di inattività. Per un concerto con la sua Band Lane resta fuori casa per la notte senza avvertire la madre che non avrebbe approvato.Lane si rifugia da Rory a Yale per la notte; qui confida all'amica di non esser riuscita a trovare un alibi con la madre . Lorelai, avvertita da Rory, chiama la preoccupata signora Kim che scopre i segreti nascosti in camera di sua figlia. Quando Lane torna a casa chiede scusa alla madre e cerca di trovare con lei un compromesso. La signora Kim rifiuta categoricamente ogni negoziazione e chiede a Lane di andarsene di casa. Lorelai e Luke litigano quando quest'ultimo le comunica che è andato a vivere con Nicole. La stessa sera però, stanchi del suono delle campane,  decidono di recarsi in chiesa per manometterle. Mentre Lorelai sta per confessare qualcosa a Luke, entra il parroco e li interrompe.

## La donna misteriosa
- Titolo originale: A Family Matter
- Diretto da: Kenny Ortega
- Scritto da: Daniel Palladino

### Trama
Lorelai promette di parlare ai suoi genitori della relazione tra lei e Jason. Emily però, ancora prima che Lorelai dica nulla, scoppia a ridere alla sola idea che loro due possano fare coppia. Lorelai allora non riesce a dirle la verità. Il ragazzo di Paris va a Yale per passare del tempo con lei ma finisce con l'essere scaricato. Lane continua a vivere da Rory a Yale. La sorella di Luke, madre di Jess, va a trovare il fratello a Stars Hollow. Dopo la visita Luke si accorge che la macchina di Jess è sparita e decide di denunciare il furto. Si scopre però che a prendere l'auto era stato proprio Jess. Rory vede che Jess è tornato e, turbata, se ne va a casa.

## Come una vera coppia
- Titolo originale: Nag Hammadi Is Where They Found the Gnostic Gospels
- Diretto da: Chris Long
- Scritto da: Amy Sherman-Palladino

### Trama
Jess torna a Stars Hollow e scappa da Rory ogni volta che la incontra. Jason e Lorelai devono fingere di essere una coppia mentre sono ad un ricevimento da Richard e Emily. Liz fa conoscere a suo fratello Luke il suo nuovo fidanzato T.J. con il quale sembra aver trovato un nuovo equilibrio. Quando finalmente Jess e Rory si affrontano Jess confessa a Rory di amarla per poi però salire in macchina e scappare via, mentre Rory rimane allibita e senza parole.

## Un mondo a parte
- Titolo originale: The Incredibile Shrinking Lorelais
- Diretto da: Stephen Clancy
- Scritto da: Amy Sherman-Palladino e Daniel Palladino

### Trama
Lorelai è stressata dall'apertura imminente del Dragonfly Inn e Rory per il college perché non riesce a frequentare con profitto tutti i corsi a cui si è iscritta (e ai quali era iscritto il nonno quando frequentava Yale) e viene esortata da un professore ad abbandonare il suo corso per la mancanza di risultati. Non riuscendo a comunicare con la madre, se non via segreteria telefonica, si reca alla locanda per cercarla ma incontra Dean, che ha cominciato a lavorare part-time per la ditta che si occupa della ristrutturazione del Dragonfly, e si consola tra le sue braccia. Intanto fa la sua comparsa la nonna di Lorelai, Lorelai Gilmore, detta 'Trix'. La donna intuisce le difficoltà economiche di Lorelai e accusa Richard di non aiutare economicamente la figlia e salvare così la reputazione dei Gilmore. In crisi perché crede di non riuscire a sostenere le spese per la locanda e di fallire, Lorelai chiede infine a Luke i 30'000 dollari di prestito che le occorrono, consolandosi anch'essa tra le sue braccia. La puntata si conclude con madre e figlia che ascoltano le rispettive segreterie telefoniche senza esser riuscite a sentirsi.

## Spese folli
- Titolo originale: Scene in a Mall
- Diretto da: Chris Long
- Scritto da: Daniel Palladino

### Trama
Luke presta a Lorelai 30.000 dollari per consentirle di continuare i lavori alla locanda. Lane decide di andare a vivere in un appartamento con Zach e Brian. Passa dunque a casa per prendere le sue cose. Rory va al Dragonfly per incontrare sua madre ma prima parla un po' con Dean, fino a quando non arriva Lindsay che gli ha preparato il pranzo. Rory e Lorelai vanno al centro commerciale per fare shopping e lì incontrano per caso Emily. Quest'ultima è arrabbiata con Richard e per questo fa spese folli comprando tutto quello che le passa sotto tiro.

## La bisnonna
- Titolo originale: The Reigning Lorelai
- Diretto da: Marita Grabiak
- Scritto da: Jane Espenson

### Trama
La mamma di Richard, Lorelai detta 'Trix', viene improvvisamente a mancare. Richard ne è distrutto e per questo è Emily che inizia ad occuparsi dell'organizzazione del funerale con il solito piglio deciso. Mettendo in ordine dei documenti della defunta, Emily trova la copia della lettera che Trix aveva inviato a Richard il giorno prima delle nozze del figlio. Nella lettera la donna gli diceva esplicitamente che stava commettendo un errore nello sposare Emily, che la sua ex Penny Lynn Lot (di cui Emily è ancora gelosa) sarebbe stata una moglie decisamente migliore. Emily umiliata e amareggiata decide di smettere immediatamente di occuparsi del funerale. È allora Lorelai a farsene carico. Luke litiga furiosamente con Nicole.

## Per un paio di calzini
- Titolo originale: Girls in Bikinis, Boys Doin' The Twist
- Diretto da: Jamie Babbit
- Scritto da: Amy Sherman-Palladino

### Trama
Sono le vacanze di primavera: Rory e Paris, dopo qualche dubbio iniziale, decidono di andare con gli altri compagni alla spiaggia di Spring Beach. Le due si rendono conto di non essere molto brave a socializzare e "divertirsi" come fanno tutti gli altri e decidono di passare la prima sera a mangiare pizza e guardare un film. Il giorno dopo incontrano Madeline e Louise in spiaggia. Madeline chiede a Rory del suo ex ragazzo Dean e scoperto che lui si è sposato lo chiama con il cellulare di Rory. Quest'ultima si riprende il cellulare ma ormai è costretta a lasciare un messaggio in segreteria. Madeline e Louise invitano Rory e Paris ad una festa. In discoteca Paris non capisce perché tutti si divertano più di loro e, per provare, d'improvviso bacia Rory. Il bacio attira l'attenzione di un ragazzo che subito corre da Rory ma lei imbarazzata scappa via. Quando Dean sente il messaggio sulla segreteria, richiama Rory e i due parlano un po'.
Jason dà a Lorelai le chiavi del suo appartamento ma Lorelai è un po' a disagio di questa importante decisione.
Luke scopre che Nicole ha una relazione con un altro e viene arrestato perché prendeva a calci la macchina del possibile amante. Lorelai gli paga la cauzione e lo riporta a casa.

## Bomba ad orologeria
- Titolo originale: Tick,Tick,Tick, Boom!
- Diretto da: Daniel Palladino
- Scritto da: Daniel Palladino

### Trama
Floyd, il padre di Jason e ex collega di Richard, incontrandoli sul campo da golf chiede loro di organizzare una cena. Inizialmente Richard e Emily pensano che questo sia un tentativo di riappacificazione ma si rivela essere tutt'altro: Floyd vuole fare causa alla società di Richard e Jason accusando quest'ultimo di avergli portato via i migliori clienti. La cena si trasforma in un litigio e Floyd rivela a tutti che Jason e Lorelai hanno una relazione. Alla fine Richard e Floyd trovano un accordo che prevede il dividersi tra loro i clienti ed escludere Jason. Rory scopre che Dean vuole accantonare per un po' gli studi e si arrabbia molto perché sa che il ragazzo potrebbe fare grandi cose. Si lamenta di Linsday ma quest'ultima la sente e, risentita, chiede a Dean di non vedere più Rory. Dean però non vuole interrompere l'amicizia che ha con la sua ex.

## Rapporti difficili
- Titolo originale: Afterboom
- Diretto da: Michael Zinberg
- Scritto da: Sheila R. Lawrence

### Trama
Luke e Nicole divorziano. Rory è preoccupata per una tesina consegnata al professor Fleming. Lui le mette una A. Rory allora crede che quel voto sia influenzato dal fatto che lei sia amica di Paris. Dopo la cena del venerdì Lorelai e Rory vedono Emily uscire e andare via con la macchina. Sospettano che lei e Richard si stiano per separare e che inoltre lei frequenti un uomo che incontra ripetutamente all'hotel. Jason si ritrova senza clienti, dopo che Richard ha deciso di rimettersi in società con Floyd, che per questo vuole fargli causa. Lorelai però si arrabbia per questa situazione e rompe con Jason. Lane vede che una ragazza coreana alloggia a casa sua e sua madre la tratta come una figlia. Dopo un concerto passa a casa per salutare sua madre. Il Dragonfly è ormai quasi pronto a riaprire. Anche Sookie torna in cucina, ma si fa male ad un piede.

## Provaci ancora, Luke!
- Titolo originale: Luke Can See Her Face
- Diretto da: Matthew Diamond
- Scritto da: Amy Sherman-Palladino e Daniel Palladino

### Trama
Lorelai, Sookie e Michel sono assorbiti dagli ultimi lavori al Dragonfly. Il professor Fleming si sente male e allora Paris si rende conto che effettivamente la loro differenza di età è tanta. Luke compra un corso per cercare di imparare qualcosa sull'amore e le relazioni. Liz, la sorella di Luke, torna in città con T.J. e gli annuncia che i due stanno per sposarsi. Luke ne è felice e va da Jess per convincerlo a venire al matrimonio. Jess torna a Stars Hollow, ma ha paura di incontrare Rory dopo la sua confessione di qualche mese prima e lo confida a Luke, il quale, grazie alle parole di lui e al corso, trova finalmente il coraggio di fare una mossa verso l’unica donna che in realtà ha sempre voluto, Lorelai, invitandola ad andare con lui al matrimonio della sorella: lei accetta. Dean litiga pesantemente con sua moglie Lindsay e i due sembrano ai ferri corti.

## Matrimonio rinascimentale
- Titolo originale: Last Week Fights, This Week Tights
- Diretto da: Chris Long
- Scritto da: Daniel Palladino

### Trama
Luke va con Lorelai al matrimonio di sua sorella Liz. I due passano una piacevole giornata e alla fine della festa Luke le chiede un secondo appuntamento, che Lorelai accetta, seppur confusa perché non capisce quali sono i veri piani di Luke. Emily combina un appuntamento per Rory con un ragazzo che alla fine si rivela per nulla interessante. Rory allora, per tornare al campus, chiama Dean, con cui passa una bella serata e che poi la riaccompagna. Jess e Luke si chiariscono definitivamente e si salutano con un abbraccio, poi il ragazzo si precipita da Rory per chiederle di partire con lui, ma lei lo rifiuta e lo manda via. La signora Kim visita la casa dove adesso abita Lane e cerca di accettare le scelte di sua figlia.

## Prova generale
- Titolo originale: Raincoats and Recipes
- Diretto da: Amy Sherman-Palladino
- Scritto da: Amy Sherman-Palladino

### Trama
Il primo anno a Yale è terminato e Rory torna a casa per le vacanze. Al Dragonfly Inn viene organizzata una serata di prova per testare la nuova locanda. Oltre ai vari abitanti di Stars Hollow, Lorelai invita anche i suoi genitori con lo scopo di riappacificarli ma Emily e Richard ammettono di avere dei problemi e se ne vanno. Lorelai è un po' imbarazzata con Luke ma è felice che lui sia presente. La sera però Jason piomba al Dragonfly, deciso a rimettersi con lei. Luke è risentito ma Lorelai chiarisce di essere libera e i due si baciano per la prima volta. Rory e Dean fanno l'amore, ma Lorelai, arrivata a casa, li scopre e si mostra molto delusa dalla figlia, perché Dean ormai è un uomo sposato.